# Письмо двадцати пяти
Письмо 25 деятелей советской науки, литературы и искусства Л. И. Брежневу против реабилитации И. В. Сталина — открытое письмо деятелей науки, литературы и искусства, написанное 14 февраля 1966 года в адрес Л. И. Брежнева о недопустимости «частичной или косвенной реабилитации И. В. Сталина».

## Предпосылки
По словам авторов письма, «в последнее время в некоторых выступлениях и в статьях в нашей печати проявляются тенденции, направленные, по сути дела, на частичную или косвенную реабилитацию Сталина». В связи с чем авторы послания сочли своим долгом накануне XXIII съезда КПСС довести до сведения Первого секретаря ЦК КПСС Л. И. Брежнева своё мнение по этому вопросу.

## История написания
Весной 1966 года Эрнст Генри поручил Марлену Кораллову собирать подписи к этому письму деятелей искусства (так были получены подписи Олега Ефремова, Марлена Хуциева, Георгия Товстоногова, Майи Плисецкой, Павла Корина). Подписи известных физиков собирал сам Генри. Как вспоминал Сахаров:
Сейчас я предполагаю, что инициатива нашего письма принадлежала не только Э. Генри, но и его влиятельным друзьям (где – в партийном аппарате, или в КГБ, или ещё где-то – я не знаю). Генри ни в коем случае не был «диссидентом».

## Содержание
В своём письме деятели культуры высказывали своё «глубокое беспокойство» по поводу возможности частичного пересмотра решений XX и XXII съездов, после того как, по мнению авторов, стало известно о «поистине страшных фактах о преступлениях Сталина»:

Нам до сего времени не стало известно ни одного факта, ни одного аргумента, позволяющих думать, что осуждение культа личности было в чём-то неправильным. Напротив, трудно сомневаться, что значительная часть разительных, поистине страшных фактов о преступлениях Сталина, подтверждающих абсолютную правильность решений обоих съездов, ещё не предано гласности.

Говорилось об ответственности Сталина за гибель бесчисленных невинных людей, неподготовленность страны к Великой Отечественной войне, отход от ленинских норм в партийной и государственной жизни. Сталин, по мнению авторов письма, «извратил идею коммунизма». И «любая попытка» реабилитации Сталина привела бы к замешательству «в самых широких кругах» советского общества и молодёжи, осложнила бы отношения с зарубежной интеллигенцией, западными компартиями, которые расценили бы её как «нашу капитуляцию перед китайцами».

## Список подписавших
1. Академик АН СССР Лев Арцимович, лауреат Ленинской и Сталинской премий
2. Олег Ефремов, главный режиссёр театра «Современник»
3. Академик АН СССР Пётр Капица, дважды Герой Социалистического Труда, лауреат Сталинских премий
4. Валентин Катаев, член Союза писателей, лауреат Сталинской премии
5. Академик АХ СССР Павел Корин, народный художник СССР, лауреат Сталинской премии, лауреат Ленинской премии
6. Академик АН СССР Михаил Леонтович, лауреат Ленинской премии
7. Академик АН СССР Иван Майский
8. Виктор Некрасов, член Союза писателей, лауреат Сталинской премии
9. Борис Неменский, член Союза художников, лауреат Сталинской премии
10. Константин Паустовский, член Союза писателей
11. Академик АХ СССР Юрий Пименов, народный художник РСФСР, лауреат двух Сталинских премий
12. Майя Плисецкая, народная артистка СССР, лауреат Ленинской премии
13. Андрей Попов, народный артист СССР, лауреат Сталинской премии
14. Михаил Ромм, народный артист СССР, лауреат Сталинских премий
15. С. Н. Ростовский (Эрнст Генри), член Союза писателей, лауреат премий Воровского
16. Академик АН СССР Андрей Сахаров, трижды Герой Социалистического Труда, лауреат Ленинской и Сталинской премий
17. Академик АН СССР Сергей Сказкин, лауреат Сталинской премии
18. Борис Слуцкий, член Союза писателей
19. Иннокентий Смоктуновский, член Союза кинематографистов, лауреат Ленинской премии
20. Академик АН СССР Игорь Тамм, лауреат Нобелевской премии, Герой Социалистического Труда, лауреат Ленинской и Сталинских премий
21. Владимир Тендряков, член Союза писателей
22. Георгий Товстоногов, народный артист СССР, лауреат Ленинской и двух Сталинских премий
23. Марлен Хуциев, заслуженный деятель искусств РСФСР
24. Академик АХ СССР Семён Чуйков, народный художник СССР, лауреат двух Сталинских премий
25. Корней Чуковский, член Союза писателей, лауреат Ленинской премии

## Значение и последствия
Председатель КГБ СССР В. Е. Семичастный в записке в ЦК КПСС от 15 марта сообщал:
Инициатором этого письма и основным автором является известный публицист Ростовский С.Н., член Союза советских писателей, печатающийся под псевдонимом Эрнст Генри, в свое время написавший также получившее широкое распространение так называемое «Открытое письмо И. Эренбургу», в котором он возражает против отдельных положительных моментов в освещении роли Сталина.... Как видно, главной целью авторов указанного письма является не столько доведение до сведения ЦК партии своего мнения по вопросу о культе личности Сталина, сколько распространение этого документа среди интеллигенции и молодежи. Этим, по существу, усугубляются имеющие хождение слухи о намечающемся якобы повороте к «сталинизму» и усиливается неверное понимание отдельных выступлений и статей нашей печати, направленных на восстановление объективного, научного подхода к истории советского общества и государства, создается напряженное, нервозное настроение у интеллигенции перед съездом.
Следует отметить, что об этом письме стало известно корреспонденту газеты «Унита» Панкальди, а также американскому корреспонденту Коренгольду, который передал его содержание на США.
Распространение информации о письме привело к тому, что 25 марта 1966 года ещё 13 деятелей науки и культуры также отправили письмо в Президиум ЦК под названием «Письмо тринадцати», выразив свою поддержку авторам письма двадцати пяти. Авторы послания добавили, что «реабилитация Сталина в какой бы то ни было форме явилась бы бедствием для нашей страны и для всего дела коммунизма».
Видимой реакции на письма со стороны властей не последовало, но на следующем XXIII съезде КПСС не было пересмотра решений XX и XXII съездов об осуждении культа личности Сталина.
В выступлении на XXIII съезде КПСС первый секретарь Московского городского комитета КПСС Николай Егорычев заявил: «В последнее время стало модным… выискивать в политической жизни страны какие-то элементы так называемого „сталинизма“, как жупелом, пугать им общественность, особенно интеллигенцию. Мы говорим им: „Не выйдет, господа!“».
Письмо двадцати пяти стало одним из первых политических обращений, подписанных академиком Андреем Сахаровым.